# Burgstall Mallersricht
Der Burgstall Mallersricht ist eine abgegangene mittelalterliche Spornburg im Burgstallholz etwa 500 Meter ostnordöstlich von dem Dorf Mallersricht, einem heutigen Stadtteil von Weiden in der Oberpfalz in der Oberpfalz in Bayern. Heute ist die Stelle als Bodendenkmal D-3-6338-0007 „Mittelalterlicher Burgstall“ vom Bayerischen Landesamt für Denkmalpflege erfasst.

## Beschreibung
Die Burgstelle liegt auf einem nach Süden von einer Bergecke vorstoßenden 494 m ü. NN hohen Sporn und wird durch einen Halsgraben mit darauf folgendem Wall vom angrenzenden Berg abgeschnitten. Dieser Graben ist noch bis zu fünf Meter breit, ihm folgt ein 60 Meter langer Wall mit einer Breite von acht Metern und einer Höhe von 1,8 Meter. Die Sprunghöhe (Höhendifferenz zwischen Grabensohle und Wallkamm) beträgt 2,6 Meter. Der Wall ist im Osten stark ausgebogen, an der Westseite dagegen nur schwach. Er besteht aus Granitgrus, seine Höhe verringert sich zu den Enden hin. Im Jahr 1950 wurde er sowie der davorliegende Graben auf einer Länge von 20 Metern im mittleren Bereich beim Bau einer Gastwirtschaft eingeebnet. Die Gaststätte wurde inzwischen wieder abgerissen.